# Atelidea spinosa
Atelidea spinosa là một loài nhện trong họ Tetragnathidae.
Loài này thuộc chi Atelidea. Loài được Eugène Simon miêu tả năm 1895. Chúng được tìm thấy ở Sri Lanka.